# День работников ракетно-космической отрасли Украины
«День работников ракетно-космической отрасли Украины» — национальный профессиональный праздник, всех служащих и работников РКОУ, который отмечается на Украине ежегодно, 12 апреля.
«День работников ракетно-космической отрасли» появился в украинском официальном календаре в 1997 году, после того, как 13 марта 1997 года, в столице республики городе-герое Киеве, второй президент Украины Леонид Данилович Кучма подписал Указ N 230/97 «О Дне работников ракетно-космической отрасли Украины» который предписывал отмечать его в Украине каждый год 12 апреля. В президентском указе Леонида Кучмы, в частности, говорилось, что этот праздник вводится: «учитывая значительный вклад работников ракетно-космической отрасли Украины в научные исследования, создание современной ракетно-космической техники и внедрение высоких космических технологий в народное хозяйство…».
Третий президент Украины Виктор Андреевич Ющенко в своём поздравительном обращении к работникам РКО, сказал буквально следующее:

«В этот праздничный день мы не только еще раз вспоминаем прошлые достижения в этой важной сфере общественного производства, но и сверяем их с задачами, которые предстоит выполнить в будущем. Космическая отрасль, в которой сосредоточена значительная часть интеллектуальной, научно-технической элиты Украины, уже доказала свою способность к быстрому и эффективному реформированию и развитию производства, умению работать в непростых современных условиях, продолжая лучшие традиции, начатые её славными первопроходцами… Уверен, что реализация новых форм сотрудничества с ведущими космическими государствами, аэрокосмическими корпорациями мира, последовательное инновационное развитие отрасли, создание отечественного фонда высоких технологий — это достойная площадка для новых успешных стартов».

В этот-же день, 12 апреля, одновременно с Днём работников ракетно-космической отрасли, Украина отмечает и День космонавтики.